# Jorge Comas
Jorge Alberto Comas Romero (Paraná, 9 giugno 1960) è un ex calciatore argentino, di ruolo attaccante.

## Palmarès

### Club

#### Competizioni internazionali
- Supercoppa Sudamericana: 1

Boca Juniors: 1989

### Individuale
- Capocannoniere del campionato argentino: 1

1985 (12 reti)